# Fiord de Tana
El fiord de Tana o fiord de Deatnu (en noruec: Tanafjorden; en sami septentrional: Deanuvuotna) és un ampli fiord de Noruega localitzat a l'extrem nord de la península escandinava en aigües del mar de Barents, entre el fiord de Varanger a l'oest, i el fiord de Lakse a l'est. Administrativament les seves riberes pertanyen al comtat de Finnmark (municipis de Deatnu, Gamvik i Berlevåg). La seva orientació és principalment Nord-Sud, aconseguint uns 65 quilòmetres des de la petita vila de Smalfjord (municipi de Deatnu), al sud fins a la desembocadura del fiord al mar de Barents. El fiord separa la península de Nordkinn (municipi de Gamvik), a l'oest, de la península de Varanger (municipi de Bearalváhki), a l'est.
La desembocadura del riu Tana està a la part sud del fiord. Hi ha diversos fiords laterals que es ramifiquen del fiord principal, com Hopsfjorden, Langfjorden i Gulgofjorden. Les carreteres N-98 i N-890 discorren al llarg de les regions del sud del fiord.